# Sindrome di Hunter
Per  sindrome di Hunter  in campo medico, si intende una tipologia di mucopolisaccaridosi (la tipo II), una rara alterazione metabolica congenita dell'organismo, che fa parte dell'eterogeneo gruppo delle malattie da accumulo lisosomiale.

## Storia
Il Professor Charles A. Hunter descrisse per la prima volta nel 1917 la sindrome (Mucopolisaccaridosi II o MPS II) che prende il suo nome.

## Epidemiologia
Studi epidemiologici hanno stimato una prevalenza nel mondo circa di 1500-2000 persone malate della sindrome di Hunter; mentre l'incidenza è di circa 1:100 000 nati vivi.

## Eziologia
Le cause che comportano tale manifestazione patologica sono dovute a carenze imputabili al deficit dell'enzima iduronato-2-solfatasi (I2S), deputato al catabolismo dei mucopolisaccaridi o glicosaminoglicani (GAG), essenziali per l'omeostasi del tessuto connettivo. La carenza dell'I2S determina l'accumulo nei lisosomi di due specifici mucopolisaccaridi, il dermatan-solfato (DS) e l'eparan-solfato (HS) con conseguente danno a vari organi e tessuti quali: le vie respiratorie, il cuore, il fegato, la milza, le ossa e le articolazioni, il volto, il collo e il cervello.
È l'unica mucopolisaccaridosi a trasmissione recessiva legata al cromosoma X. Il gene della malattia è localizzato sul cromosoma Xq28 e sono state identificate circa 320 mutazioni. La mucopolisaccaridosi di tipo II colpisce prevalentemente i maschi, poiché hanno un solo cromosoma X, ma sono stati segnalati casi anche nelle donne.

## Tipologia
Esistono due tipi della sindrome, la forma A che insorge precocemente e la B, meno grave.

## Sintomatologia
La sindrome di Hunter è una patologia multiorganica e multisistemica. Alla nascita i bambini sono normali, l'esordio dei sintomi avviene generalmente tra i 2-4 anni. Il quadro clinico varia da forme lievi a gravi e l'aspettativa di vita va dalla I-II decade di vita alla VI.
Le manifestazioni cliniche più caratteristiche della sindrome di Hunter sono: macrocefalia, ritardo mentale, disturbi dell'umore e del carattere che comportano un'aggressività anormale.

## Diagnosi
Generalmente viene diagnosticata tra i 2 e 4 anni nelle forme più gravi; grazie allo screening che si effettua con la misurazione quantitativa urinaria dei glicosaminoglicani. La diagnosi di certezza si fa in base alla misurazione dell'attività enzimatica di I2S nel siero ematico o nei fibroblasti cutanei e con test genetico a corredo per identificare le mutazioni coinvolte.
La diagnosi prenatale, eseguita misurando l'attività enzimatica dell'I2S nel liquido amniotico o nei villi coriali, si effettua nel caso di sospetti circa l'esistenza di fattori ereditari.